# 河沥溪街道
河沥溪街道是中华人民共和国安徽省宣城市宁国市下辖的一个街道办事处。

## 行政区划
河沥溪街道下辖以下村级行政区划单位：
桥东社区、桥西社区、畈村、长虹村、平兴村和河沥溪村。